# 3 août
Pour les articles homonymes, voir Trois-Août.
3 juillet 3 septembre
Chronologies thématiques
- Croisades
- Ferroviaires
- Sports
- Disney
- Anarchisme
- Catholicisme

Abréviations / Voir aussi
- (° 1852) = né en 1852
- († 1885) = mort en 1885
- a.s. = calendrier julien
- n.s. = calendrier grégorien
- Calendrier
- Calendrier perpétuel
- Liste de calendriers
- Naissances du jour

Le 3 août ou 3 aout est le 215e jour de l'année du calendrier grégorien, 216e lorsqu'elle est bissextile, il en reste ensuite 150.
Son équivalent était généralement le 16 thermidor du calendrier républicain / révolutionnaire français, officiellement dénommé jour de la guimauve (la plante).

## Événements

### Iersiècle
- 8 : le futur empereur romain Tibère défait des Dalmates sur une rivière Bathinus.

### Vesiècle
- 435 : Théodose II exile de nouveau Nestorius, au désert occidental d'Égypte, dans la grande oasis d'Al-Kharga.

### IXesiècle
- 881 : bataille de Saucourt-en-Vimeu, remportée par les troupes carolingiennes des rois Louis III et Carloman II, sur les Vikings.

### XIesiècle
- 1031 : Olaf II, roi de Norvège, est canonisé comme Saint Olaf par Grimketel, évêque de Sesley (Chinchester).

### XIIesiècle
- 1108 : sacre de Louis VI le Gros comme roi de France.

### XIVesiècle
- 1312 : révolte populaire à Liège. 132 membres du patriciat local sont brûlés vifs sur la place publique[2]
- 1342 : début du Siège d'Algésiras (1342-1344), pendant la Reconquista espagnole.
- 1347 : prise de Calais par le roi Édouard III d'Angleterre, au terme d'un siège de 11 mois.
- 1379 : Jean IV de Bretagne débarque à Dinard, pendant la guerre, aussi anglo-française, de succession de Bretagne.

### XVesiècle
- 1492 : départ de Christophe Colomb, à bord de la Santa Maria accompagné de deux autres navires, à la recherche d'une nouvelle route vers les Indes orientales par l'ouest. Au terme de deux mois de voyage en mer océane, il fera la découverte du continent américain, à partir du 12 octobre, a priori à son insu, même après trois autres voyages transatlantiques allers-retours.

### XVIesiècle
- 1529 : signature de la paix des Dames (ou traité de Cambrai), pour mettre fin à la guerre entre la France et les Habsbourg, à Cambrai où les cortèges royaux des deux parties étaient entrés pour négocier le 5 juillet précédent.

### XVIIesiècle
- 1601 : bataille de Goroszló, se soldant par la victoire autrichienne des Habsbourg, aidés de la Valaquie, de la Moldavie et des Cosaques, contre la Transylvanie qui devient possession de l'empire d'Autriche, au cours de la Longue Guerre.
- 1619 : Charles d'Albert achète la baronnie de Maillé, que le roi Louis XIII érige en duché-pairie qui prend le nom de Luynes.
- 1645 : bataille d'Alerheim, épisode de la guerre de Trente Ans voyant la victoire française sur les forces du Saint-Empire romain germanique.
- 1675 : victoire de la flotte française sur les Espagnols et les Hollandais, prise de la Sicile.

### XVIIIesiècle
- 1767 : invasion du Siam par les troupes birmanes.
- 1793 : bataille de Saint-Michel-de-l'Attalaye, pendant la Révolution haïtienne.
- 1795 : signature du traité de Greenville.

### XIXesiècle
- 1811 : ascension de la Jungfrau par les frères Meyer.
- 1860 : début de la seconde guerre maorie, en actuelle Nouvelle-Zélande.

### XXesiècle
- 1903 : proclamation de l'éphémère république de Kruševo, par les rebelles macédoniens de l'Organisation révolutionnaire intérieure macédonienne, à Kruševo, durant l'insurrection d'Ilinden contre l'Empire ottoman. La République ne dure que 10 jours, face à la répression ottomane.
- 1914 : l'Empire allemand déclare la guerre à la France.
- 1934 : Adolf Hitler devient président du Troisième Reich.
- 1940 :
  - annexion des pays baltes par l'Union soviétique.
  - le général de Gaulle est condamné à mort par contumace, par un tribunal militaire relevant du gouvernement de Vichy, pour atteinte à la sûreté de l'État et désertion.
  - offensive italienne contre le Somaliland britannique.
- 1943 : massacre de Szczurowa.
- 1944 : massacre de la rue Marszałkowska, commis durant l'Insurrection de Varsovie.
- 1958 : l'USS Nautilus, premier bâtiment à propulsion nucléaire de l'histoire, navigue sous la calotte glaciaire du pôle Nord.
- 1960 : indépendance du Niger vis-à-vis de la France.
- 1975 :
  - aux Putsch aux Comores, Ali Soilih renverse Ahmed Abdallah.
- 1977 : début de l'audience du sénat américain sur le projet MK-Ultra.
- 1979 : en Guinée équatoriale, un coup d'État dirigé par Teodoro Obiang Nguema Mbasogo renverse le dictateur Francisco Macías Nguema.
- 1983 : création du Front d'action anti-impérialiste/Suxxali Reew Mi sénégalais.
- 1997 : Mohammad Khatami devient président de l'Iran.

### XXIesiècle
- 2002 : le Parlement turc se prononce pour l'abolition de la peine de mort.
- 2005 :
  - prise de fonction de Mahmoud Ahmadinejad, comme président élu de la République islamique d'Iran.
  - putsch en Mauritanie, faisant chuter le président Maaouiya Ould Sid'Ahmed Taya.
- 2006 : Viktor Iouchtchenko nomme Viktor Ianoukovytch premier ministre de l'Ukraine.
- 2010 : heurts sanglants entre l'armée libanaise et Tsahal, causant la mort de deux soldats et un journaliste côté libanais, et d'un soldat haut-gradé côté israélien.
- 2016 : élections municipales en Afrique du Sud.

## Arts, culture et religion
- 1778 : ouverture de l'opéra La Scala à Milan.
- 1795 : création du Conservatoire de musique à Paris, succédant à l'Institut national de musique.
- 1963 : dernière prestation des Beatles au Cavern Club de Liverpool dans le nord de l'Angleterre.
- 2014 : ouverture d'un historial franco-allemand en Alsace par les présidents français et allemand François Hollande et Joachim Gauck, 100 ans jour pour jour après le début officiel de la Première Guerre mondiale entre Allemands et Français ci-avant[3].
- 2023 : la saison 3 de Heartstopper sort sur Netflix[pertinence contestée].

## Économie et société
- 1650 : reconnaissance de dette signée par Savinien de Cyrano attestant du logement de ce dernier chez un maître pâtissier de la rue de la Verrerie à Paris (France) de mi-novembre 1649 à fin juillet 1650.
- 1900 : création de la compagnie de pneumatiques Firestone.
- 1975 : catastrophe aérienne d'Agadir. Le Boeing 707 du vol Alia Royal Jordanian Airlines, en provenance du Bourget, s'écrase dans le massif du Haut-Atlas à l'approche d'Agadir, tuant 188 personnes.
- 1985 : accident ferroviaire à Flaujac (France), faisant 35 morts.
- 1995 : Jacques Médecin, ancien maire de Nice, est condamné pour « corruption passive et recel d'abus de biens sociaux ».
- 2004 : réouverture, après les attentats du 11 septembre 2001, du socle et du musée de la statue de la Liberté.
- 2014 : séisme de magnitude 6.1 au Yunnan en Chine.
- 2019 : aux États-Unis, une fusillade fait 20 morts dans un supermarché Walmart de la ville d'El Paso, au Texas.
- 2020 : inauguration en Italie d'un viaduc Gênes-Saint-Georges, ouvrage autoroutier qui remplace le pont Morandi de la même ville de Gênes dont l'effondrement avait causé la mort de 43 personnes en 2018[4].

## Naissances

### XVIesiècle
- 1509 : Étienne Dolet, érudit classique, latiniste, romaniste, linguiste, traducteur, écrivain humaniste, poète, philosophe, imprimeur et éditeur français brûlé le jour de son 37e anniversaire de naissance avec ses livres en place de Grève († 3 août 1546 ci-après).
- 1575 : Énemond Massé, prêtre jésuite français († 12 mai 1646).

### XVIIIesiècle
- 1736 : Louis Vitet, médecin et homme politique français († 25 mai 1809).
- 1746 : James Wyatt, architecte anglais († 4 septembre 1813).
- 1770 : Frédéric-Guillaume III, roi de Prusse de 1797 à 1840 († 7 juin 1840).

### XIXesiècle
- 1811 : Elisha Otis, inventeur de l'ascenseur († 8 avril 1861).
- 1815 : Jean-Marie Reigner, peintre français († 14 janvier 1886).
- 1829 : Henry Benedict Medlicott, géologue britannique († 6 avril 1905).
- 1850 : Reginald Heber Roe (en), académicien australien († 21 septembre 1926).
- 1853 : Maria Wiik, artiste peintre finlandaise († 19 juin 1928).
- 1860 : William Dickson (William Kennedy Laurie Dickson / William K. L. Dickson dit), co-inventeur britannique du cinéma, l'un des premiers réalisateurs et acteurs de films, scénaristes, directeurs de photographie et producteurs, de naissance minihicoise puis d'enfance bretonne et française, actif surtout aux États-Unis puis en Angleterre († 28 septembre 1935).
- 1867 : Stanley Baldwin, homme politique britannique, premier ministre de 1923 à janvier 1924, de novembre 1924 à 1929 puis de 1935 à 1937 († 14 décembre 1947).
- 1872 : Haakon VII, roi de Norvège de 1905 à 1957 († 21 septembre 1957).
- 1886 : August Meyszner, officier de la gendarmerie fédérale autrichienne († 24 janvier 1947).
- 1889 : Herbert Heyes, acteur américain († 31 mai 1958).
- 1895 : Marie Charles Robert Heitz, administrateur, homme politique, écrivain, critique d'art, peintre et résistant français († 14 novembre 1984).
- 1897 : Gabriele Acacio Coussa, cardinal syrien, secrétaire de la Congrégation pour les Églises orientales († 29 juillet 1962).
- 1898 : Ildebrando Antoniutti, cardinal catholique italien († 1er août 1974).
- 1899 : Jean Cugnot, coureur cycliste sur piste français, champion olympique († 25 juin 1933).
- 1900 : Fernand Canteloube, coureur cycliste français, champion olympique en 1920 († 16 juillet 1976).

### XXesiècle
- 1901 : Stefan Wyszyński, cardinal et primat de Pologne († 28 mai 1981).
- 1903 : 
  - Habib Bourguiba (الحبيب بورقيبة), indépendantiste et premier président de la République tunisienne de 1957 à 1987 († 6 avril 2000).
  - Armen Lubin, écrivain et poète français d'origine arménienne († 20 août 1974).
- 1904 : Clifford Donald Simak, auteur américain de science fiction († 25 avril 1988).
- 1905 :
  - Dolores del Río, actrice mexicaine († 11 avril 1983).
  - Franz König, cardinal catholique autrichien, archevêque de Vienne de 1956 à 1980 († 13 mars 2004).
- 1911 : Joseph Nicolas Edmond Borocco, résistant et homme politique français († 13 juillet 1990).
- 1917 :
  - Les Elgart, trompettiste et chef d'orchestre de jazz américain († 29 juillet 1995).
  - Antonio Lauro, guitariste vénézuélien († 18 avril 1986).
- 1918 : Beatrice Lumpkin (en) née Shapiro, professeure, écrivaine et activiste américaine[5].
- 1919 : Danielle Bonel, actrice française, qui fut la secrétaire et confidente de la chanteuse Édith Piaf († 3 avril 2012).
- 1920 : Phyllis Dorothy James, romancière britannique († 27 novembre 2014).
- 1921 :
  - Richard Adler, compositeur, parolier et producteur américain († 21 juin 2012).
  - Marilyn Maxwell, actrice américaine († 20 mars 1972).
- 1923 : Marcelle Engelen, résistante française durant la Seconde Guerre mondiale († 7 janvier 2023).
- 1924 : Leon Uris, écrivain américain, auteur notamment de romans historiques († 21 juin 2003).
- 1925 :
  - Guy Degrenne, vaisselier fondateur du groupe industriel Guy Degrenne († 7 novembre 2006).
  - Marv Levy (en), entraîneur et gestionnaire américain de gridiron football américain.
  - Alain Touraine, sociologue et éditorialiste français, directeur à l'ÉHÉSS († 9 juin 2023).
- 1926 :
  - Tony Bennett, chanteur américain († 21 juillet 2023).
  - Gordon Scott, acteur américain († 30 avril 2007).
- 1927 : Hideo Kanze (観世 栄夫), acteur et metteur en scène japonais († 8 juin 2007).
- 1928 :
  - Cécile Aubry, écrivain, scénariste, réalisatrice et actrice française († 19 juillet 2010).
  - Lang Dulay, tisserande philippine de minorité t'boli († 30 avril 2015).
- 1934 : 
  - Guy Saint-Pierre, ingénieur, homme d’affaires et homme politique québécois († 23 janvier 2022).
  - Jonas Savimbi, chef nationaliste angolais († 22 février 2002).
- 1935 :
  - Gueorgui Chonine (Георгий Степанович Шонин), cosmonaute soviétique († 7 avril 1997).
  - Catherine Lalumière (née Catherine Bodin), universitaire bretonne et française plusieurs fois députée, ministre et co-dirigeante dans l'UE et au Conseil de l'Europe.
  - Vic Vogel, pianiste, chef d’orchestre, arrangeur, tromboniste et compositeur québécois de descendance hongroise († 16 septembre 2019).
  - Ferenc Török, pentathlonien hongrois, double champion olympique.
- 1938 : Daniël Coens, homme politique belge († 15 février 1992).
- 1939 : Pierre F. Brault, compositeur québécois († 14 janvier 2014).
- 1940 : Martin Sheen, acteur américain.
- 1941 :
  - Beverly Lee (en), chanteuse américaine du groupe The Shirelles.
  - Franco Menichelli, gymnaste italien, champion olympique.
  - Grzegorz Rosiński, dessinateur de bande dessinée polonais.
  - Martha Stewart, animatrice de télévision et femme d’affaires américaine.
- 1943 : Christina de Suède, princesse suédoise, sœur du roi Charles XVI Gustave.
- 1944 : François Gérin, homme politique québécois († 3 avril 2005).
- 1946 : Syreeta Wright, chanteuse et compositrice américaine († 6 juillet 2004).
- 1948 :
  - Pierre Lacroix, agent négociateur et dirigeant de hockey sur glace québécois († 13 décembre 2020).
  - Stanislas Lalanne, évêque catholique français.
  - Jean-Pierre Raffarin, homme politique français, Premier Ministre de 2002 à 2005, et sénateur.
- 1949 :
  - B. B. Dickerson (en), bassiste et chanteur américain du groupe War.
  - Ron Fournier, arbitre professionnel de hockey sur glace, animateur de radio et journaliste sportif québécois.
  - Valeri Vassiliev (Валерий Иванович Васильев), joueur de hockey sur glace professionnel russe († 19 avril 2012).
- 1950 :
  - Gilles Boulouque, magistrat français († 13 décembre 1990).
  - John Landis, réalisateur et scénariste américain.
  - Jo Marie Payton-Noble : actrice américaine.
  - Ernesto Samper Pizano, homme politique colombien, président de la République de Colombie de 1994 à 1998.
  - Waldemar Cierpinski, marathonien est-allemand, double champion olympique.
- 1951 :
  - Marcel Dionne, joueur de hockey sur glace professionnel québécois.
  - Jay North, acteur américain de télé et de cinéma.
  - Hans Schlegel, spationaute allemand.
- 1952 : Thomas Munkelt, athlète est-allemand, champion olympique sur 110m haies.
- 1953 : Ian Bairnson (en), musicien et auteur-compositeur britannique.
- 1955 :
  - Nathalie Heinich, sociologue française spécialiste des arts.
  - Florence Klein, journaliste et ex-présentatrice de météo sur les télévisions françaises "FR3" puis "France 3".
- 1958 : Lambert Wilson, acteur et chanteur français.
- 1959 : John C. McGinley, acteur, producteur et scénariste américain.
- 1960 : Tim Mayotte, joueur de tennis américain.
- 1963 :
  - Tasmin Archer, chanteuse britannique.
  - James Hetfield, chanteur et guitariste rythmique américain du groupe Metallica.
- 1964 :
  - Robert Fred, poète suisse.
  - Joan Higginbotham, astronaute américaine.
- 1965 : Vincent Perrot, animateur de radio et de télévision français.
- 1966 : Guillaume Nicloux, acteur, réalisateur et écrivain français.
- 1967 : Mathieu Kassovitz, acteur et réalisateur de cinéma français.
- 1971 : Guy Boucher, entraîneur de hockey sur glace québécois.
- 1972 : Sandis Ozolinsh, joueur de hockey sur glace professionnel letton.
- 1974 : Justin Kurzel, réalisateur australien.
- 1975 : 
  - Felix Brych, arbitre de football allemand.
  - Evika Siliņa, femme politique lettonne, Première ministre de Lettonie depuis 2023.
- 1976 : Ghizlane Samir, patineuse de vitesse en roller française.
- 1977 :
  - Tom Brady, joueur de football américain.
  - Óscar Pereiro, coureur cycliste espagnol.
  - Rui Silva, athlète de demi-fond portugais.
- 1978 : 
  - Juan Carlos Higuero, athlète de demi-fond espagnol.
  - Karien Noordhoff, actrice néerlandaise.
- 1979 : Evangeline Lilly, actrice canadienne.
- 1981 : Salvador Cortés, matador espagnol.
- 1982 :
  - Viktor Khryapa (Виктор Владимирович Хряпа), basketteur russe.
  - Yelena Soboleva (Еле́на Со́болева), athlète de demi-fond russe.
  - Ljubo Vukić, handballeur croate.
- 1983 :
  - Christophe Willem, chanteur français.
  - Drago Vuković, handballeur croate.
- 1984 : Ryan Lochte, nageur américain.
- 1985 :
  - Constance (Constance Pittard dite), humoriste et chroniqueuse française de radiophonie parfois filmée.
  - Brent Kutzle, musicien américain du groupe OneRepublic.
- 1986 : Charlotte Casiraghi, fille de la princesse Caroline de Monaco, personnalité du monde de la mode, cavalière et journaliste monégasque.
- 1988 : Ben Nguyen, kickboxeur américain.
- 1989 :
  - Jules Bianchi, pilote de Formule 1 français († 17 juillet 2015).
  - Matteo Bruscagin, footballeur italien.
  - Yaroslav Rakitskiy (Ярослав Володимирович Ракицький), footballeur ukrainien.
- 1990 :
  - Benjamin André, footballeur français (à Rennes-SRFC, Lille-LOSC, etc.)
  - Silvan Dillier, cycliste sur route suisse.
  - Florent Urani, judoka français.
- 1991 : Priscilla Gneto, judokate française.
- 1992 : Karlie Kloss, mannequin américaine.
- 1994 : Corentin Tolisso, footballeur français.
- 1996 : David Solans, acteur espagnol.
- 1997 : Luis Robert, joueur cubain de baseball.
- 2000 :
  - Tony Arbolino, pilote de vitesse moto italien.
  - Damion Baugh, basketteur américain.
  - Landry Bender, actrice américaine.
  - Thijs Dallinga, footballeur néerlandais.
  - Ahmed Farhan, footballeur irakien.

### XXIesiècle
- 2001 : Joshua Gaston Kitolano, footballeur norvégien.
- 2003 : Fabio Miretti, footballeur italien.
- 2005 : Kon Knueppel, basketteur américain.

## Décès

### XVesiècle
- 1460 : Jacques II d'Écosse (Seumas II en gaélique écossais), roi d'Écosse de la maison Stuart de 1437 à cette mort accidentelle prématurée (° 16 octobre 1430).

### XVIesiècle
- 1546 : Étienne Dolet, érudit et imprimeur français (° 3 août 1509 ci-avant).

### XVIIesiècle
- 1667 : Francesco Borromini, architecte baroque († 25 septembre 1599).
- 1671 : Antonio Barberini, cardinal italien, archevêque de Reims (° 1607).

### XVIIIesiècle
- 1797 : Jeffrey Amherst, officier britannique, premier gouverneur général du Canada (° 29 janvier 1717).

### XIXesiècle
- 1806 : Michel Adanson, botaniste français (° 7 avril 1727).
- 1838 : Nicolas Rouppe, premier bourgmestre de Bruxelles de la Belgique indépendante (° 17 avril 1768).
- 1857 : Eugène Sue, écrivain français, auteur de romans-feuilletons (° 26 janvier 1804).
- 1886 : Hubert Jules César Zuber, médecin militaire français (° 15 mai 1847).
- 1890 : Louise-Victorine Ackermann, poétesse française (° 30 novembre 1813).

### XXesiècle
- 1914 : Louis Couturat, mathématicien et logicien français (° 17 janvier 1868).
- 1916 : Roger Casement, diplomate, poète, nationaliste et révolutionnaire irlandais (° 1er septembre 1864).
- 1924 : Joseph Conrad (Teodor Józef Konrad Korzeniowski herb. Nałęcz dit), écrivain anglo-polonais (° 3 décembre 1857).
- 1926 : Diogène Maillart, peintre français (° 28 octobre 1840).
- 1929 : Émile Berliner, ingénieur américain d’origine allemande (° 20 mai 1851).
- 1936 : Fulgence Bienvenüe, inspecteur général des Ponts et Chaussées français, père du métropolitain parisien (° 27 janvier 1852).
- 1942 : Richard Willstätter, chimiste allemand, prix Nobel de chimie en 1915 (° 13 août 1872).
- 1944 : Jean Maridor, pilote de chasse français des FAFL (° 24 novembre 1920).
- 1954 : Colette (Sidonie-Gabrielle Colette dite), romancière française, présidente de l'Académie Goncourt de 1949 à 1954 (° 28 janvier 1873).
- 1958 : Peter Collins, pilote automobile britannique, qui disputa le championnat du monde de Formule 1 de 1952 à 1958 (° 6 novembre 1931).
- 1961 : Nicola Canali, cardinal italien de la Curie romaine (° 6 juin 1874).
- 1964 : Flannery O'Connor, écrivaine américaine (° 25 mars 1925).
- 1975 : 
  - Andréas Embiríkos, poète et prosateur grec (° 2 septembre 1901).
  - Thomas Mouléro Djogbenou, prêtre catholique et premier prêtre du Bénin et de la sous-région ouest africaine (° 1888).
- 1977 : Mgr Makarios III (Μακάριος Γ), archevêque chypriote, président de la République de 1960 à sa mort (° 13 août 1913).
- 1979 : 
  - Bertil Ohlin, économiste suédois, prix Nobel d'économie en 1977 (° 23 avril 1899).
  - Alfredo Ottaviani, cardinal italien, préfet de la Congrégation pour la doctrine de la foi (° 29 octobre 1890).
- 1983 : Carolyn Jones, actrice américaine (° 28 avril 1930).
- 1985 : Gordon Churchill (en), homme politique canadien (° 8 novembre 1898).
- 1992 : Manda Parent, artiste de burlesque, actrice et humoriste québécoise (° 16 juillet 1907).
- 1994 : Maurice Travail, acteur français (° 17 juin 1929).
- 1995 : Ida Lupino, actrice et réalisatrice américaine (° 4 février 1918).
- 1996 : Guido Alberti, acteur et homme d'affaires italien (° 20 avril 1909).
- 1997 : 
  - Gladys Egan, actrice américaine (° 24 novembre 1905).
  - Joan Erikson, psychologue et essayiste canadienne (° ? 1902).
  - Pietro Rizzuto, organisateur politique canadien (° 18 mars 1934).
- 1998 : 
  - Francesc Xavier Bultó, homme d'affaires espagnol (° 17 mai 1912).
  - Lucien Grenier, avocat et homme politique canadien (° 11 octobre 1925).
  - Reizo Koike, nageur japonais (° 12 décembre 1915).
  - Alfred Schnittke (Альфред Гарриевич Шнитке), compositeur russe (° 24 novembre 1934).
- 1999 : 
  - Rod Ansell, bushman australien ayant inspiré le personnage de Michael J. « Crocodile » Dundee (° 1er octobre 1954).
  - Leroy Vinnegar, contrebassiste de jazz américain (° 13 juillet 1928).
- 2000 : Joann Lõssov, basketteur et entraîneur soviétique puis estonien (° 10 septembre 1921).

### XXIesiècle
- 2001 : Louis Chevalier, historien et démographe français (° 29 mai 1911).
- 2002 : 
  - Peter Miles, acteur et scénariste américain (° 1er avril 1938).
  - Niculiţă Secrieriu, peintre roumain (° 1er février 1938).
- 2004 : Henri Cartier-Bresson, photographe français, fondateur de l'agence Magnum (° 22 août 1908).
- 2005 :
  - Luis Barbero, acteur espagnol (° 8 août 1916).
  - Annabel Buffet, romancière française, veuve du peintre Bernard Buffet (° 10 mai 1928).
  - Françoise d'Eaubonne, femme de lettres française (° 12 mars 1920).
  - Zainab al Ghazali, femme politique égyptienne (° 2 janvier 1917).
  - Ernest Smith, homme d'affaires et soldat canadien (° 3 mai 1914).
- 2006 :
  - Arthur Lee, chanteur, auteur-compositeur-interprète, compositeur et guitariste américain, meneur du groupe Love (° 7 mars 1945).
  - Elisabeth Schwarzkopf, cantatrice d'origine allemande (° 9 décembre 1915).
- 2008 : Alexandre Soljenitsyne (Александр Исаевич Солженицын), romancier et dissident russe, prix Nobel de littérature en 1970 (° 11 décembre 1918).
- 2009 : Jean Donnedieu de Vabres, haut fonctionnaire français (° 9 mars 1918).
- 2010 : 
  - Bobby Hebb, chanteur, compositeur et instrumentiste américain (° 26 juillet 1938).
  - Jaime Semprun, essayiste et éditeur français (° 26 juillet 1947).
- 2011 : 
  - Louis Derbré, sculpteur français et mayennais (° 16 novembre 1925).
  - Li Lienfung, chimiste et écrivaine chinoise puis singapourienne (° 8 mai 1923).
  - Bubba Smith, joueur de football américain et acteur américain (° 28 février 1945).
- 2012 : Marc Alfos, comédien français (° 20 mai 1956).
- 2016 :
  - Chris Amon, pilote de courses automobile néo-zélandais (° 20 juillet 1943).
  - Shahram Amiri (شهرام امیری), scientifique iranien (° 8 novembre 1977).
  - Mansueto Bianchi (en), prélat italien (° 4 novembre 1949).
  - Russell Coughlin (en), footballeur gallois (° 15 février 1960).
  - Louis Herman, biologiste de la marine américain (° 16 avril 1930).
  - Mel Hurtig, éditeur, auteur et militant politique canadien (° 24 juin 1932).
  - Abdul Jeelani (en), basketteur américain (° 10 février 1954).
  - Blake Krikorian (en), homme d'affaires et entrepreneur américain, fondateur de Slingbox (° 8 août 1967).
  - Alberto Lafuente (es), économiste espagnol (° 1954).
  - Steven Clare « Steve » LaTourette (en), homme politique américain (° 22 juillet 1954).
  - Ricci Martin (en), musicien américain (° 20 septembre 1953).
  - Shakira Martin (en), mannequin jamaïcain (° 1er juin 1986).
  - Robert Morris « Bob » Rosencrans (en), homme d'affaires américain (° 26 mars 1927).
  - Elliot Tiber, artiste et scénariste américain (° 15 avril 1935).
- 2017 :
  - Jacques Daoust, homme d'affaires et homme politique canadien (° 17 février 1948).
  - Ivan Gobry, essayiste et philosophe français (° 8 mars 1927).
  - Ty Hardin, acteur américain (° 1er janvier 1930).
  - Robert Hardy, acteur britannique (° 29 octobre 1925).
  - Dick Hemric, basketteur américain (° 29 août 1933).
  - Laurent Lavigne, enseignant et homme politique canadien (° 10 août 1935).
  - Ángel Nieto, pilote de vitesse moto espagnol (° 25 janvier 1947).
- 2018 : 
  - Michèle Le Bris, cantatrice française (° 17 mars 1935).
  - Moshé Mizrahi (משה מזרחי en hébreu), réalisateur et scénariste israélien francophone (° 5 septembre 1931).
  - Ronnie Taylor, cadreur et directeur de la photo britannique (° 27 octobre 1924).
  - Paul Viallaneix, historien français (° 4 juillet 1925).
- 2019 :
  - Miklós Ambrus, poloïste hongrois (° 31 mai 1933).
  - Henri Belolo, producteur de musique français (° 27 novembre 1936).
  - Jean-Claude Bouttier, boxeur puis consultant français ès boxe en télévision (° 13 octobre 1944).
- 2020 : John Hume, homme politique nord-irlandais, prix Nobel de la Paix en 1998 (° 18 janvier 1937).
- 2022 : Andrejs Rubins, joueur de football letton (né fin 1978).
- 2023 : Gilles Perrault, écrivain, scénariste et ancien journaliste français (° 9 mars 1931).
- 2024 :
  - Morton Brown, mathématicien américain (° 12 août 1931).
  - Yamini Krishnamurthy, danseuse indienne (° 20 décembre 1940).
  - Antônio Meneses, violoncelliste helvético-brésilien (° 23 août 1957).
  - Mustapha Moussa, boxeur algérien (° 2 février 1962).
  - Plen Promdaen, chanteur pop thaïlandais (° 12 juin 1939).
  - Pedro Soler, guitariste de flamenco français (° 8 juin 1938).

## Célébrations

### Internationale
Organisation mondiale de la santé (OMS) : troisième journée internationale de la Semaine mondiale de l’allaitement maternel après les 1er et 2 août.

### Nationales
- Brésil : journée de la capoeira et des capoeiristas.
- Niger (Union africaine) : fête de son indépendance politique vis-à-vis de la Communauté française & AOF/AEF en 1960 ci-avant[7].
- Venezuela : día de la bandera nacional / « fête du drapeau » depuis 2006 et le régime chaviste.

### Saints des Églises chrétiennes

#### Saints catholiques et orthodoxes du jour
Référencés ci-après in fine, :
- Aspren de Naples († vers 97) premier évêque de Naples en Campanie (Italie).
- Bennon de Metz († 940), évêque de Metz et fondateur de l'abbaye d'Einsiedeln.
- Dalmate de Constantinople († 437 ou 440) -ou « Dalmat » ou « Dalmace »-, officier de l'empereur romano-orientalo-byzantin Théodose II à Constantinople puis higoumène (abbé) avec Isaac le Syrien et Fauste.
- Fête de l’invention des reliques de saint Étienne -dit « d’été »- jadis célébrée les 3 août puis supprimée du calendrier romain par Jean XXIII († 1963) mais figurant néanmoins parmi les messes pro aliquibus locis du missel de 1962[10].
- Euphrône d'Autun († vers 480), évêque d'Autun (l' Augustidunum gallo-romaine quasi-lyonnaise en actuelle Saöne-et-Loire et Bourgogne(-Franche-Comté, France).
- Hermellus († ?) -ou « Hermilas », « Hermelus », « Hermetus », « Ermolus », « Hermolus »-, martyr (grec ?) à Byzance.
- Lydie de la Pourpre (Ier siècle), disciple de saint Paul, première personne baptisée en Occident.
- Martin de Campanie († 580), ermite au mont Massico en Campanie.
- Radjeni († 457), Perse converti considéré comme premier martyr de Géorgie, crucifié par des zoroastriens.
- Salomé la Myrophore (Ier siècle) -ou « Marie Salomé »-, épouse de Zébédée et mère des apôtres Jacques (le majeur) et Jean (l'évangéliste que Jésus aurait préféré etc.), qui aurait manifesté un moment déplacé d'orgueil pour ses fils auprès du Nazaréen Jésus en personne selon un/des Évangile(s) ; fête principale, fêtée aussi localement le 22 octobre[11], à ne pas confondre avec une légendaire danseuse Salomé qui aurait demandé la tête du baptiseur Jean du Jourdain au roi Hérode (Antipas ?) sous son charme (même source évangélique canonique).
- Théoclite (IXe siècle) dite « la Thaumaturge », ascète à Constantinople et dans la région de Nicomédie.

#### Saints et bienheureux catholiques du jour
référencés ci-après :
- Augustin Kažotić (1262 - 1323), évêque de Zagreb et bienheureux.
- Geoffroy du Mans († 1255), bienheureux, évêque du Mans dans le Maine français et l'actuelle Sarthe des Pays de (la) Loire.
- 4 nouveaux martyrs de la guerre civile espagnole († 1936) : Sauveur Fernandis Segui, prêtre à Lucenz, François Bandres Sanchez, prêtre salésien à Barcelone, Alphonse Lopez Lopez, prêtre à Samalus et Michel Remon Salvador, laïc à Semalus, tous quatre bienheureux martyrs lors de ladite guerre civile de 1936 à 1939.
- Nicodème (Ier siècle), notable juif et pharisien du Nouveau Testament évangélique biblique, un des premiers disciples / interlocuteur de Jésus de Nazareth et l'un de ses défenseurs au Sanhédrin opposés minoritairement à sa condamnation à mort lors de son procès selon une tradition (apocryphe ?).
- Pierre d'Anagni, issu de la famille princière de Salerne, évêque d'Anagni, apocrisiaire (notaire ecclésiastique) à Constantinople.
- Waltheof de Melrose († 1159) Abbé cistercien d'origine écossaise.

#### Saints orthodoxes
aux dates parfois "juliennes" / orientales :
- Antoine le Romain de Novgorod († 1147), thaumaturge.
- 9 000 martyrs de Marabda en Géorgie († 1625).

### Prénoms du jour
Bonne fête aux Lydie et ses variantes voire dérivées : Lidia, Lidie, Lidija, Lyda, Lydia, Lydian, Lydiane, etc., Lidye etc. ?
Et aussi aux :
- Nicodème voire Nicomède (voir les Orlando et Rolando).
- Aux Pergad et ses variantes autant bretonnes souvent : Bergat, Pergat, Pergobat.
- Aux Salomé pour les églises d'Orient, Salomée, Saloma, avec des dérivés aphérétiques tels que Loma, Lomée, Loménie, etc. (sinon Salâmbo).

## Traditions et superstitions

### Dictons
- « Le temps qu'il fait le 3, il le fera le mois. » [12]
- « Il faut cueillir les choux, l'un des trois premiers jours d'août. »[13]
- « Tels les trois premiers jours d'août, tel le temps de l'automne. »

### Astrologie
Signe du zodiaque : douzième jour du signe astrologique du lion.

## Toponymie
Plusieurs voies, places, sites ou édifices de pays ou provinces francophones contiennent la date du 3 août dans leur nom sous diverses graphies possibles : voir Trois-Août.